# 亞當·安捷羅
亞當·安捷羅（英語：Adam D'Angelo，1984年8月14日—）是一名美國網路企業家。他因擔任總部位於加州山景城的Quora的聯合創始人兼執行長而最為人所知。

## 早年生活和教育
安捷羅於1984年8月14日出生於康乃狄克州雷丁。他曾就讀於菲利普斯埃克塞特学院高中。在那裡，他與馬克·祖克柏等人一起開發了Synapse Media Player（一款音樂建議軟體）。
2002年至2006年，他就讀於加州理工學院，獲得計算機科學學士學位。

## 職業生涯
2004年，在上大學期間，安捷羅創建了網站BuddyZoo，允許用戶上傳自己的AIM好友列表，並與其他用戶的好友清單進行比較。這項服務還能根據好友名單產生圖表。
安捷羅在2004年Facebook推出後不久加入，2006年至2008年擔任技術長，2008年之前還擔任工程副總裁。
2009年6月，他創辦Quora。2012年5月，他向Quora投資了2,000萬美元，作為其B輪融資的一部分。除了Quora外，他的著名投資還包括被Facebook以10億美元收購前的Instagram、Facebook聯合創始人達斯汀·莫斯科維茨共同創辦的工作管理平台Asana和使用人工智慧的網路平台Lunchclub。
安捷羅也是人工智慧新創公司Poe的創辦人。

### 其他工作
在Instagram於2012年被Facebook收購之前，安捷羅曾是Instagram的顧問和投資者。
2018年，他加入OpenAI董事會。2023年，安捷羅投票解除了萨姆·阿尔特曼的OpenAI執行長職務。阿爾特曼重返OpenAI後，與阿爾特曼下台事件有關的另外三名董事會成員辭職。安捷羅繼續留任，成為下台前夕六名董事會成員中唯一仍在職的人。

## 榮譽
2001年，安捷羅作為高中生在美國電腦奧林匹克競賽中獲得第八名，並在2002年國際資訊奧林匹亞競賽中獲得銀牌。
ACM國際大學生程式設計競賽（ICPC）：加州理工學院海狸隊（三人小組），2003年和2004年世界總決賽選手；2003年北美冠軍；2004年世界總決賽銀牌；2005年世界總決賽聯合教練。
2005年，他是Topcoder大學挑戰賽演算法編碼競賽24強決賽選手之一。
2010年，《財星》雜誌在「科技界最聰明的人」一文中將安捷羅列為第二名。